# Parental Guidance (canción)
«Parental Guidance» es una canción de la banda británica de heavy metal Judas Priest, incluida como la cuarta pista del álbum Turbo de 1986. En el mismo año se publicó como sus tercer sencillo, a través de Columbia Records.
Fue escrita por Rob Halford, K.K. Downing y Glenn Tipton, cuyas letras son una respuesta a la organización Parents Music Resource Center por colocar en el tercer puesto de su lista Filthy Fifteen —las quince asquerosas en español— la canción «Eat Me Alive» del Defenders of the Faith. Sus líricas tratan de que los jóvenes no necesitan orientación de los padres para escuchar el heavy metal.

## Lista de canciones
Todas las canciones escritas por Halford, Downing y Tipton.

| N.º | Título                                                       | Duración |  |
| 1.  | «Parental Guidance»                                          | 3:25     |  |
| 2.  | «Turbo Lover» (Hi-Octane Mix)                                | 7:21     |  |
| 3.  | «Private Property» (en vivo, grabado el 27 de junio de 1986) | 4:17     |  |

## Músicos
- Rob Halford: voz
- K.K. Downing: guitarra eléctrica
- Glenn Tipton: guitarra eléctrica
- Ian Hill: bajo
- Dave Holland: batería